# Le Coefore
Le Coefore (in greco antico: Χοηφόροι?, khoēphòroi ) è il titolo di una tragedia facente parte della trilogia dell'Orestea, seguita dal dramma satiresco Proteo, composta da Eschilo in occasione delle Grandi Dionisie del 458 a.C., con la quale vinse gli agoni drammatici.
Tale tragedia prende il nome dalle coefore, le portatrici di libagioni per i defunti, che si recano sulla tomba di Agamennone. È il racconto di come Oreste, dieci anni dopo l'omicidio del padre Agamennone, torni ad Argo e, su ordine di Apollo, porti a compimento la propria vendetta dando la morte alla propria madre ed al suo amante.

## Trama
Prologo (vv. 1-21): Oreste, tornato ad Argo, giunge presso la tomba di Agamennone, accompagnato da Pilade, e lì deposita in omaggio al padre una ciocca dei propri capelli. Vedendo arrivare Elettra e le donne del coro, però, i due si nascondono.
Parodo (vv. 22-83): Entrano in scena Elettra e le coefore. Queste ultime, prigioniere troiane, cantano delle violenze che subiscono, e dell'orrore che attanaglia Argo da quando Agamennone è stato ucciso. Anche la venerazione che il popolo aveva per la casa reale è ormai cosa lontana.
Primo episodio (vv. 84-584): Il motivo dell'arrivo di Elettra con le coefore è che la madre ha ordinato di offrire libagioni al marito ucciso. Clitennestra è infatti rimasta sconvolta da un orribile incubo: partoriva un serpente e gli offriva il proprio seno, ma da esso il serpente succhiava latte e sangue. La donna ha paura che il sogno sia un presagio della collera degli dei nei suoi confronti, e pensa che le libagioni potrebbero forse placarla. Elettra non se la sente di fare al padre offerte che provengono dalla sua assassina, ma le coefore la invitano invece a compiere il rito, pregando che venga un dio o un uomo capace di vendicare Agamennone dando la morte ai suoi assassini. Poi la ragazza nota, davanti alla tomba, un'impronta di piedi e la ciocca di capelli che Oreste aveva lasciato. Nessuno, ragiona Elettra, a parte lei stessa o suo fratello, avrebbe mai offerto questo dono ad Agamennone. A quel punto Oreste si palesa ed i due fratelli, dopo qualche esitazione, si riconoscono. L'uomo informa la sorella di essere tornato su ordine di Apollo, che gli ha raccomandato di vendicare il padre uccidendo i suoi assassini. Il coro allora racconta il sogno di Clitennestra, ed Oreste lo interpreta riconoscendo in sé stesso il serpente che morderà la madre. Per far ciò, l'uomo s'introdurrà sotto mentite spoglie nella reggia e compirà la vendetta.
Primo stasimo (vv. 585-651): L'omicidio di Agamennone, ragiona il coro, fu l'atto più audace che la passione abbia mai ispirato ad una donna. Fu Clitennestra, infatti, la vera responsabile del delitto, ma la giustizia è ormai prossima ad abbattersi sui colpevoli.
Secondo episodio (vv. 652-782): Oreste si presenta alla madre, che non lo riconosce, portando la notizia della propria morte. Clitennestra appare triste (difficile dire se è tristezza vera o simulata), e manda l'anziana nutrice di Oreste a chiamare Egisto, raccomandando che egli venga scortato da gente armata. Però le ancelle della casa (ossia le coefore che accompagnavano Elettra) fermano la nutrice e la convincono a dire ad Egisto di venire solo e senz'armi.
Secondo stasimo (vv.783-837): Secondo il coro, il momento della vendetta si avvicina, ed è ora di pregare Zeus perché tutto vada nel modo sperato. Se così sarà, ne beneficerà la città di Argo, ed anche i parenti di Oreste, i morti ed i vivi.
Terzo episodio (vv. 838-934): Quando Egisto sopraggiunge, Oreste lo uccide, rivolgendosi subito dopo alla madre. Questa, dopo aver invano tentato di difendersi, tenta di muovere Oreste a pietà, mostrandogli il seno per ricordargli di quando ella si prendeva cura di lui da bambino. Il figlio esita ad agire, così Pilade (che qui parla per la prima e ultima volta) gli ricorda l'ordine del dio, di fronte al quale Oreste vince le esitazioni e trascina la madre fuori scena, dove la giustizia accanto al cadavere di Egisto.
Terzo stasimo (vv. 935-971): Il coro esulta, poiché la giustizia ha trionfato. Argo e la casa reale di Agamennone sono ora libere, ed è ormai tempo che ogni traccia delle atrocità avvenute venga cancellata.
Esodo (vv. 972-1076): La tremenda vendetta è compiuta, ma subito appaiono le Erinni, dee vendicatrici dei delitti, in specie quelli tra consanguinei. Inseguito da loro, Oreste fugge, sotto gli sguardi stupiti del coro, che non vede le terribili dee.